# 日本図書コード

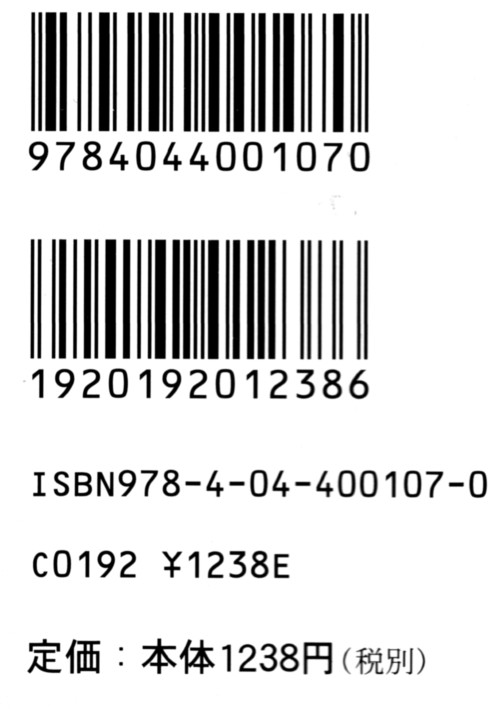
図書への表示例
書籍JANコード：2段のバーコード部
日本図書コード：下部3行

日本図書コード（にほんとしょコード）は、ISBNに、読者対象・発行形態・内容分類を表すCコードと本体価格を加えたコードで、日本で1981年（昭和56年）から徐々に導入され、図書の裏表紙などに表示されている。
日本図書コードを JANコードの体系に組み入れた書籍JANコードが1990年3月（平成2年）に制定されており、2段のバーコードで表示され、書店などの出版流通で使用されている。「978」から始まる1段目がISBN用で、2段目はCコードなどを表示する。これらのコードの表示は強制ではなく、登録費用もかかるが、日本の商業出版の新刊ではほぼ全て表示されている。なお、ISBN導入前は、日本書籍出版協会と日本出版取次協会によって、1970年に制定された日本独自の「書籍コード」が使用されていたが、1983年に廃止された。
ISBNが仕様改定により10桁から13桁となった際、日本では2007年1月以降に新刊として発売される書籍から、これまでの10桁の表示の前に 978- を挿入（の上、チェックディジットを再計算）した13桁を表示することとした。改定後のISBNは、これまでの書籍JANコード（の1段目）と一致する。

## Cコード
Cコード（C-CODE）は、図書分類コードとも呼ばれる4桁の数字で、1桁目が販売対象を、2桁目が形態を、3・4桁目が内容をそれぞれ表す。日本図書コードの一部であり、旧「書籍コード」の「分類コード」を引き継いでいる。日本十進分類法 (NDC) の上位2桁を元にしているが、NDCでは4桁目にしか現れない漫画を2桁目で扱うなど、若干の修正が加えられている。
多くの場合書籍の裏、値段の前にCxxxxといった形で記されている。
例
- コミックスの場合は、C9979（販売対象が9で雑誌扱い、形態が9でコミック、内容が79でコミックス･劇画）
- 文庫小説の場合は、C0193（販売対象が0で一般、発行形態が1で文庫、内容が93で日本文学、小説･物語）
- 絵本の場合は、C8771（販売対象が8で児童、発行形態が7で絵本、内容が71で絵画･彫刻）

第1桁目（販売対象）
- 0 一般
- 1 教養
- 2 実用
- 3 専門
- 4 検定教科書・消費税非課税品・その他
- 5 婦人
- 6 学参I（小中）
- 7 学参II（高校）
- 8 児童
- 9 雑誌扱い

第2桁目（形態）
- 0 単行本
- 1 文庫
- 2 新書
- 3 全集･双書
- 4 ムック･その他
- 5 事･辞典
- 6 図鑑
- 7 絵本
- 8 磁性媒体など
- 9 コミック

第3･4桁目（内容）
- 00台（総記）
  - 00 総記
  - 01 百科事典
  - 02 年鑑･雑誌
  - 04 情報科学
- 10台（哲学･宗教･心理学）
  - 10 哲学
  - 11 心理（学）
  - 12 倫理（学）
  - 14 宗教
  - 15 仏教
  - 16 キリスト教
- 20台（歴史･地理）
  - 20 歴史総記
  - 21 日本歴史
  - 22 外国歴史
  - 23 伝記
  - 25 地理
  - 26 旅行
- 30台（社会科学）
  - 30 社会科学総記
  - 31 政治-含む国防軍事
  - 32 法律
  - 33 経済･財政･統計
  - 34 経営
  - 36 社会
  - 37 教育
  - 39 民族･風習
- 40台（自然科学）
  - 40 自然科学総記
  - 41 数学
  - 42 物理学
  - 43 化学
  - 44 天文･地学
  - 45 生物学
  - 47 医学･歯学･薬学

- 50台（工学工業）
  - 50 工学･工学総記
  - 51 土木
  - 52 建築
  - 53 機械
  - 54 電気
  - 55 電子通信
  - 56 海事
  - 57 採鉱･冶金
  - 58 その他の工業
- 60台（産業）
  - 60 産業総記
  - 61 農林業
  - 62 水産業
  - 63 商業
  - 65 交通･通信
- 70台（芸術･生活）
  - 70 芸術総記
  - 71 絵画･彫刻
  - 72 写真･工芸
  - 73 音楽･舞踊
  - 74 演劇･映画
  - 75 体育･スポーツ
  - 76 諸芸･娯楽
  - 77 家事
  - 78 日記・手帳
  - 79 コミックス･劇画
- 80台（語学）
  - 80 語学総記
  - 81 日本語
  - 82 英米語
  - 84 ドイツ語
  - 85 フランス語
  - 87 各国語
- 90台（文学）
  - 90 文学総記
  - 91 日本文学総記
  - 92 日本文学詩歌
  - 93 日本文学、小説･物語
  - 95 日本文学、評論、随筆、その他
  - 97 外国文学小説
  - 98 外国文学、その他

## 書籍JANコード
```
上段: [9] [7] [8] [I
1
][I
2
][I
3
][I
4
][I
5
][I
6
][I
7
][I
8
][I
9
] [D]
```

[9][7][8]プリフィックス
[I1]…[I9]ISBN（国記号+出版者記号+書名記号）
[D]チェックディジット
```
下段: [1] [9] [2] [C
1
][C
2
][C
3
][C
4
][P
1
][P
2
][P
3
][P
4
][P
5
] [D]
```

[1][9][2]書籍JANコードの2段目を示す（日本）。
[C1]…[C4]図書分類を示す（日本独自）。
[P1]…[P5]本体価格（税抜き）ただし、下段の最初3桁が191の場合は税込み価格。
[D]チェックディジット